# Kárpáti Zoltán (festő)

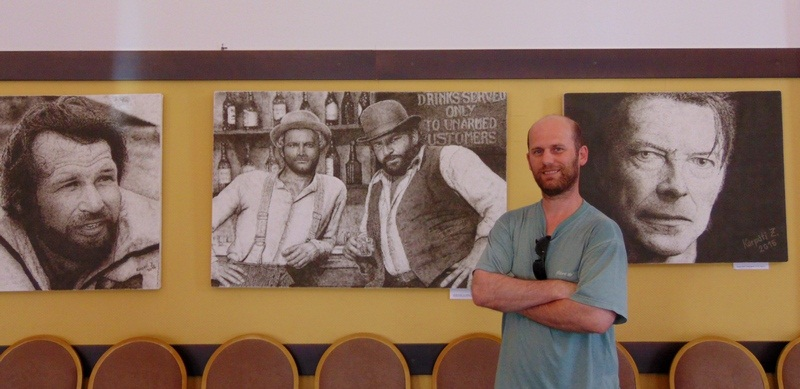
Kárpáti Zoltán homokfestményeivel Balatonfüreden az Arácsi Népház kiállítótermében. 2016. május 21.

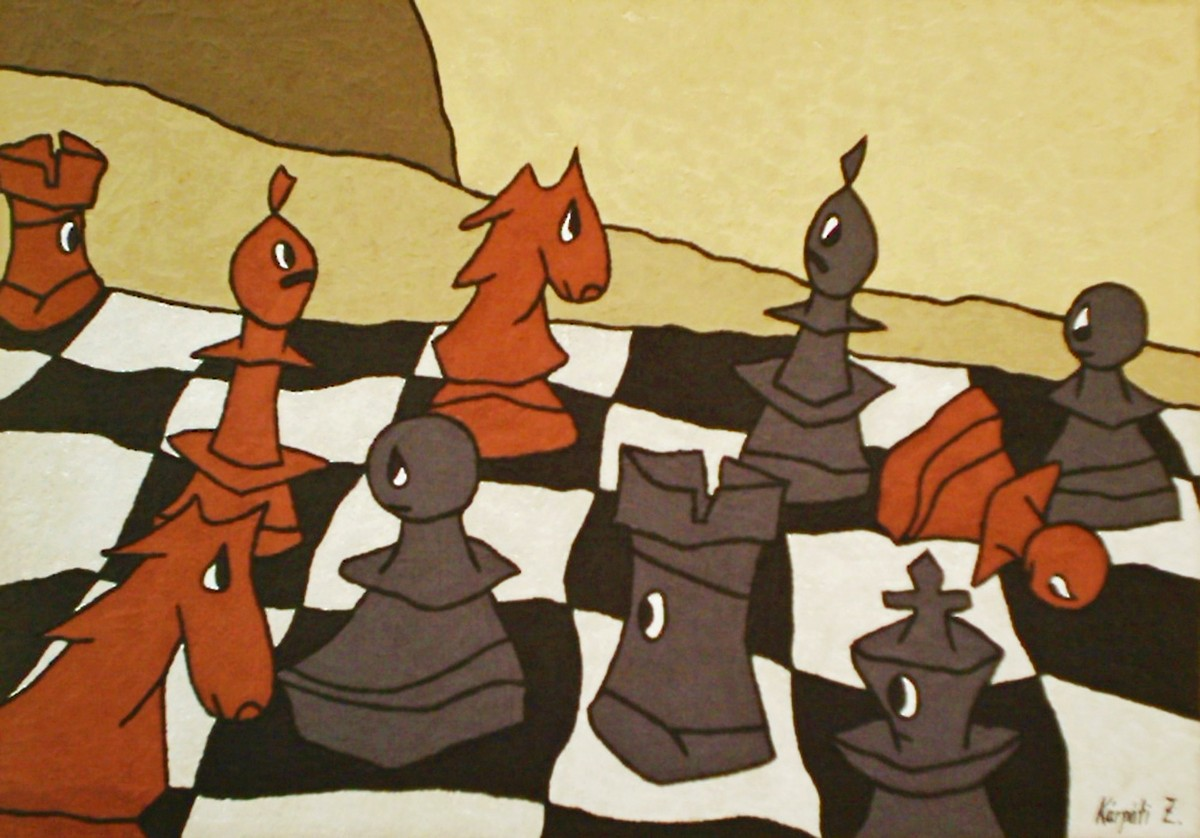
Kárpáti Zoltán: Gyalogáldozat című festménye

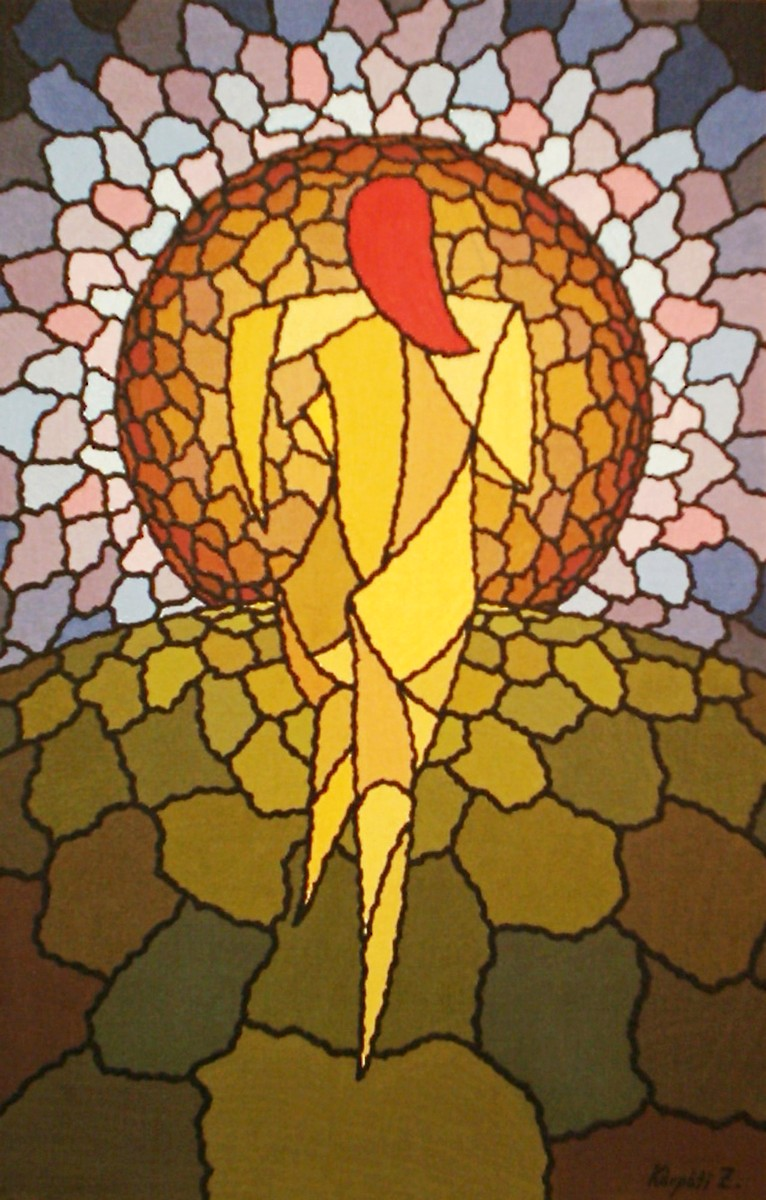
Kárpáti Zoltán: Hajsza című festménye

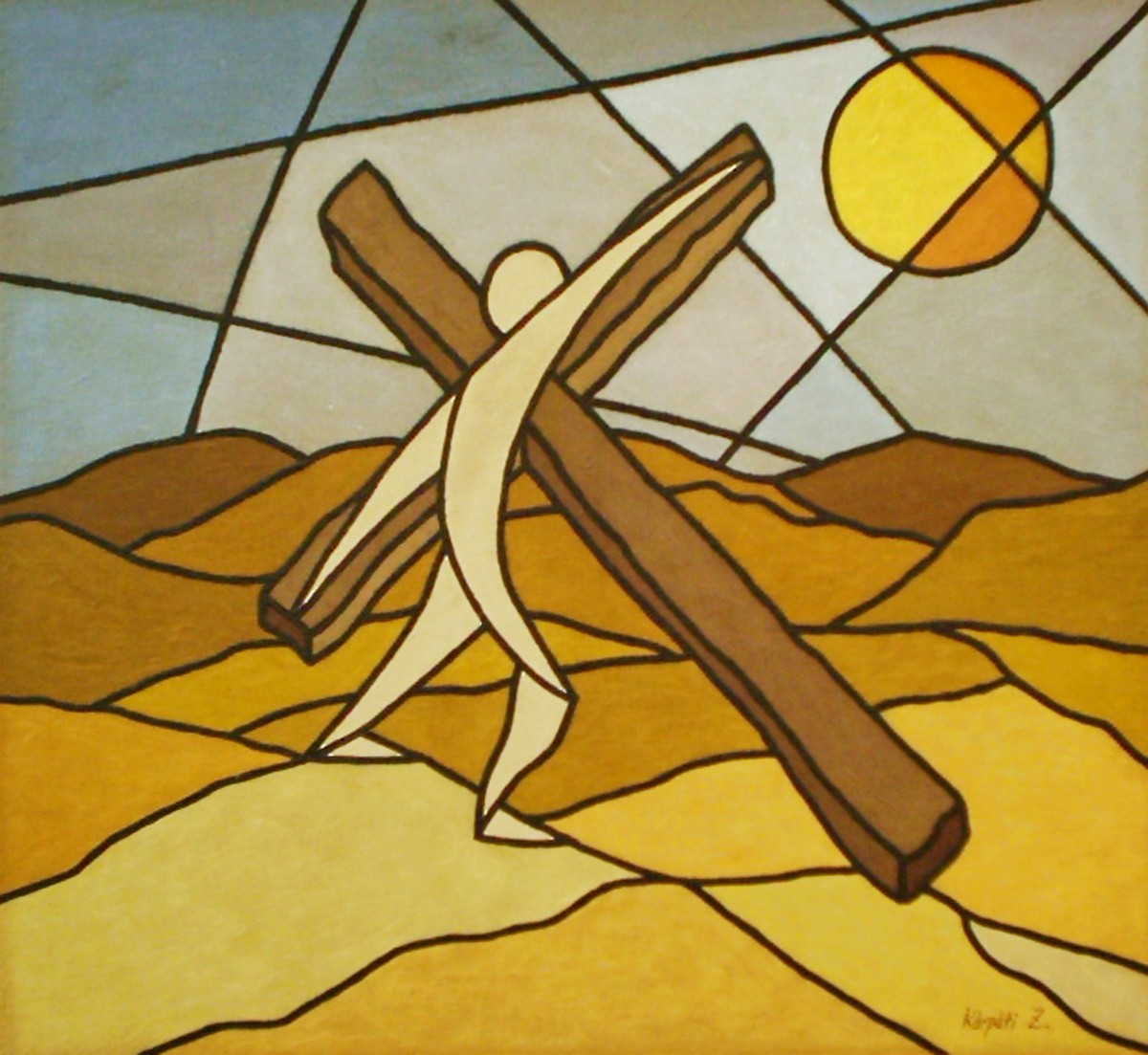
Kárpáti Zoltán: Keresztvivő című homokképe

Kárpáti Zoltán (Heves, 1973. június 3.–) festőművész.
Festményeit a különleges, saját kísérletezésű homoktechnika, és az egyedi képkeretezés jellemzi.
Irányadó művészének Cakó Ferenc homokanimációs, grafikus művészt tekinti, hiszen az ő munkássága adott ihletet a maradandó homokképek megalkotására.
Portréit realisztikus stílusban festi és rajzolja, amelyeken a tónusokat a kézzel szórt homok mennyisége határozza meg. 
Figurális festményei kubista stílusjegyeket hordoznak, formái leegyszerűsítettek. Ezeket a képeket- a templomi üvegablakokhoz hasonlóan- mozaikszerűen komponálja meg, kontúrvonalakkal kihangsúlyozva az alakokat.

## Életpályája
2005-ben számítógépes grafikus és képszerkesztő képesítést szerzett Egerben.
Ezt követően egy évet az angliai New Portban élt, ahol festményei kiállításra is kerültek a helyi galériában.
2010-től Balatonfüreden él művésztanár feleségével, akivel számos közös kiállításon szerepeltek, aktív résztvevői a helyi képzőművészeti életnek . 2012 óta Pictura Műhely néven szerveznek önálló, illetve csoportos tárlatokat.
2012-től újrahasznosító művészettel – Recycling Arttal is foglalkozik. Ezek az alkotások különböző használaton kívüli tárgyakból készülnek, hogy ezáltal újra hasznosak legyenek, és értéket képviseljenek.

## Egyéni kiállításai
- Arácsi Népház, Balatonfüred – "A Pictura Műhely legújabb alkotásai" (2016)

- Arácsi Népház, Balatonfüred – "A Pictura Műhely bemutatkozik" (2013)

- Pannon Egyetem, Veszprém – "A nagy utazás" (2012)
- Eötvös Károly Megyei Könyvtár, Veszprém – "Őszi sanzon" (2012)
- Faluház, Lovas (2012)

- Hotel Silver Resort Eszencia Étterem, Balatonfüred (2011)

- Dr. Szegő Imre Idősek és Mozgásfogyatékosok Otthona, Heves (2007)

- Városi Művelődési Központ, Heves (2004)
- Városi Könyvtár, Heves (2002)

## Csoportos kiállításai
- Kisfaludy Galéria, Balatonfüred – "Balatonfüredi Kollektív Tárlat" (2016)
- Szent Benedek Gimnázium, Szakképző Iskola és Kollégium, Balatonfüred – "Kultúra napi kiállítás" (2016, 2015)[6]

- Balaton Szabadidő és Konferencia Központ, Balatonfüred – "A Pictura Műhely és barátai" (2014)
- Kisfaludy Galéria, Balatonfüred – "Balatonfüred és környéke művészeinek tárlata" (2014)

- Pannónia Étterem, Veszprém (2013)

- Nagy Gáspár Kulturális Központ, Vasvár (2012)
- TETŐ Galéria, Budapest (2012)
- Pannónia Kulturális Központ, Balatonalmádi (2012)

- Fővárosi Növény- és Állatkert, Budapest – "Homeless-Elephant" Jótékonysági Művészeti Kiállítás (2009)
- The Market Place's Art Gallery, Newport, Wales, Egyesült Királyság (2006)
- Stefánia Palota, Budapest – "Honvédelem a Képzőművészetben" (2002)

## Művei közintézményekben
- Fővárosi Növény- és Állatkert, Budapest, "Homeless-Elephant" Jótékonysági Művészeti Akció, Embercsorda c. alkotás

- Szlovák Általános Iskola, Óvoda és Kollégium, Szarvas, Bádogember falióra c. újrahasznosított alkotás